# Ghazi Muhammad
Ghazi Mullah (en ruso: Кази-Мулла, Kazi-Mullá, 1795 -  1832), también conocido como Ghazi Muhammad, Ghazi Magomed o Ghazi Magoma (Гази-Мухаммад, Гази-Магомед, Кази-Магома); nombre completo Ghazi Muhammad ben Muhammad ben Ismail al Gimravi (Гази-Мухаммад бен Мухаммад бен Исмаил ал-Гимрави) fue un Imán, mulá, y asceta ávaro del Imanato del Cáucaso entre 1829 y 1832. Fue un firme aliado del imán Shamil, promovió la sharía, la purificación espiritual, y promulgó una yihad contra los invasores rusos. Fue asimismo uno de los principales partidarios del muridismo, una forma de obediencia estricta a las leyes coránicas que observaban los imanes, para incrementar el fervor religioso y patriótico en el Cáucaso.

## Juventud
Amigo íntimo del imán Shamil durante su infancia en Daguestán, ambos estudiaron el Corán y el sufismo en Yaraghal, un centro murida, y a ambos les disgustaban las poco rígidas costumbres, en su opinión contrarias al Corán, de los montañeses. Su mentor fue el mulá Mohammed Yaraghi, un erudito sufí naqshbandi que introdujo a Ghazi en la ulema.
Predicaba que la yihad no se daría hasta que los caucasianos no siguieran estrictamente la sharía en lugar de una mezcla de leyes islámicas y adat (tradiciones y costumbres). En 1829, Ghazi Muhammad comenzó su proselitismo, proclamando que la obediencia a la sharía, el zakat, los rezos y el Hajj no serían aceptados por Alá mientras los rusos estuvieran presentes en el Cáucaso. Incluso llegó a afirmar que los matrimonios serían nulos y los hijos, bastardos mientras los rusos siguieran allí. 

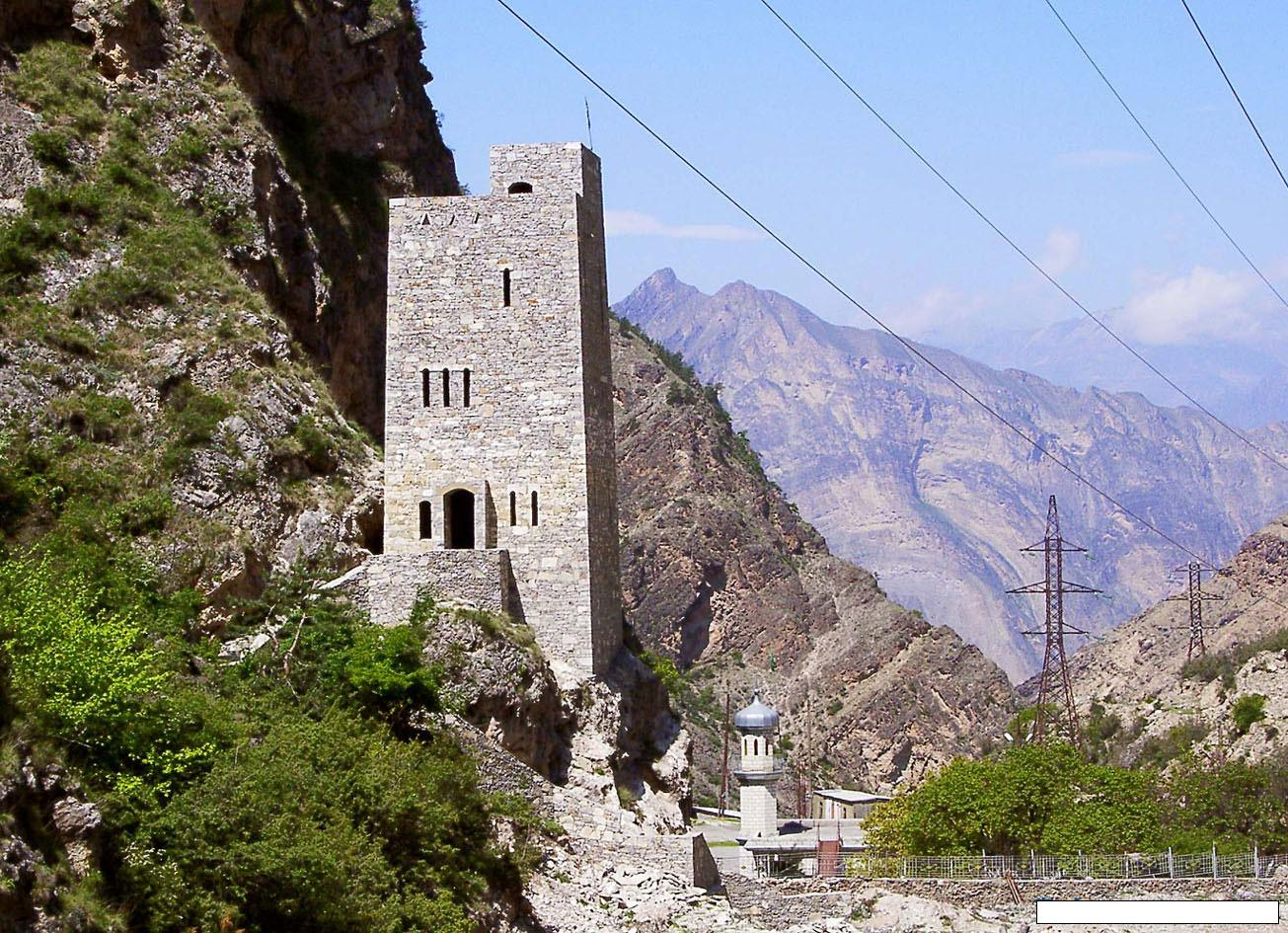
Fortaleza de Guimrý.

Ghazi Muhammad se convirtió en uno de los más prominentes predicadores islámicos del Cáucaso. Su memorización de unos cuatrocientos hadices le permitió ganar muchos debates contra predicadores rivales. Según su reputación iba creciendo, era invitado por muchos kanatos y reinos leales, indiferentes u hostiles al zar. Como muestra de humildad y austeridad se negaba a montar a caballo, desplazándose a pie.

## Guerra Santa
Más tarde ese mismo año, fue proclamado imán en Guimrý, donde hizo un llamamiento formal a la guerra santa. También decretó que todo el vino debía ser destruido públicamente. En 1830, Ghazi Muhammad y Shamil intentaron infructuosamente arrebatarle la capital ávara, Junzaj, a la kanum Pakkou-Bekje. Tras este fracaso, Shamil le convenció para que esperase a que todas las tribus estuvieran unidas bajo la ley coránica. En 1831, tras varios meses de inactividad, atacó con éxito el norte de Daguestán. Sus tácticas guerrilleras cogieron desprevenidos a los rusos. En 1832. amenazó Vladikavkaz, pero los rusos consiguieron repeler el ataque. Según la leyenda, cuando los rusos tomaron Guimrý encontraron a:

Ghazi Mullah muerto pero sentado, las piernas dobladas en su alfombra de oración, una mano en su barba y la otra apuntando hacia el cielo.

Los rusos llevaron su cuerpo a Tarku y se lo entregaron al kan, que les había sido leal. El cuerpo fue expuesto en el mercado por unos días, tras lo cual fue enterrado en las colinas.